# طريق الهجرتين وباب السعادتين
طريق الهجرتين وباب السعادتين هو كتاب لابن قيم الجوزية، عن الإيمان والعقيدة، وقد رآه متمثلاً في طريقين
الأول: الهجرة إلى الله بالعبودية والتوكل والإنابة والتسليم والخوف والرجاء،
الثاني: الهجرة إلى رسول الله - صلى الله عليه وسلم -، باعتباره القدوة الحسنة للمسلمين والمثل الأعلى لهم.

## مقدمة
| طريق الهجرتين وباب السعادتين | الحمد لله الذى نصب الكائنات على ربوبيته ووحدانيته حججاً، وحجب العقول والأَبصار أن تجد إلى تكييفه منهجاً وأَوجب الفوز بالنجاة لمن شهد له بالوحدانية شهادة لم يبغ لها عوجاً، وجعل لمن لاذ به واتقاه من كل ضائقة مخرجاً، وأَعقب من ضيق الشدائد وضنك الأَوابد لمن توكل عليه فرجاً، وجعل قلوب أَوليائه متنقلة من منازل عبوديته من الصبر والتوكل والإِنابة والتفويض والمحبة والخوف والرجا فسبحان من أَفاض على خلقه النعمة، وكتب على نفسه الرحمة، وضمن الكتاب الذى كتبه، أَن رحمته تغلب غضبه. أسبغ على عباده نعمه الفرادى والتوءام، وسخر لهم البر والبحر والشمس والقمر والليل والنهار والعيون والأَنهار والضياءَ والظلام، وأَرسل إليهم رسله وأَنزل عليهم كتبه يدعوهم إلى جواره في دار السلام، {فَمَن يُرِدِ اللّهُ أَن يَهْدِيَهُ يَشْرَحْ صَدْرَهُ لِلإِسْلاَمِ وَمَن يُرِدْ أَن يُضِلّهُ يَجْعَلْ صَدْرَهُ ضَيّقاً حَرَجاً}* [الأنعام: 125]، فسبحان من {أَنْزَلَ عَلَىَ عَبْدِهِ الْكِتَابَ وَلَمْ يَجْعَل لّهُ عِوَجَا}* [الكهف: 1]، ورفع لمن ائتمَّ به فأَحلَّ حلالَهُ وحرَّمَ حرامَهُ وعمل بمحكمه وآمن بمتشابهه في مراقى السعادة درجاً، ووضع قهره على من أَعرض عنه ولم يرفع به رأسه ونبذه وراءَ ظهره وابتغى الهدى من غيره، فجعله في دركات الجحيم متولجاً، فإِنه الذكر الحكيم والصراط المستقيم والنبأُ العظيم وحبل الله المتين المديد بينه وبين خلقه، وعهده الذى من استمسك به فاز ونجا. | طريق الهجرتين وباب السعادتين |

ثم أثنى على الله بالوحدانية وذكر حق النبي محمد ومما قاله: 
وبعد ذلك انتقل ابن القيم لذكر محبة الله ومعرفته وتوحيده وكيف تصل إلى الرتبة التي وصفها كما يلي:
| طريق الهجرتين وباب السعادتين | فإِن من قرت عينه بالله سبحانه قرت به كل عين وأَنس به كل مستوحش وطاب به كل خبيث وفرح به كل حزين وأَمن به كل خائف وشهد به كل غائب، وذكرت رؤيته بالله، فإِذا رؤى ذكر الله فاطمأَن قلبه إلى الله وسكنت نفسه إلى الله وخلصت محبته لله وقصر خوفه على الله وجعل رجاءَه كله لله، فإِن سمع سمع بالله وإِن أَبْصر أَبصر بالله وإن بطش بطش بالله وإِن مشى مشى بالله، فبه يسمع وبه يبصر وبه يبطش وبه يمشى، فإِذا أَحب فللَّه وإِذا أَبغض [أبغض] لله وإِذَا أَعطى فللَّه وإِذَا منع فللَّه، قد اتخذ الله وحده معبوده ومرجوه ومخوفه وغاية قصده ومنتهى طلبه، واتخذ رسوله وحده دليله وإِمامه وقائده وسائقه، فوحد الله بعبادته ومحبته وخوفه ورجائِهِ وإفراد رسوله بمتابعته والاقتداءِ به والتخلق بأَخلاقه والتأَدب بآدابه فله في كل وقت هجرتان: هجرة إلى الله بالطلب والمحبة والعبودية والتوكل والإِنابة والتسليم والتفويض والخوف والرجاءِ والإِقبال عليه وصدق اللجإِ والافتقار في كل نفس إِليه، وهجرة إِلى رسوله في حركاته وسكناته الظاهرة والباطنة، بحيث تكون موافقة لشرعه الذى هو تفصيل محابّ الله ومرضاته، ولا يقبل الله من أَحد ديناً سواه، وكل عمل سواه فعيش النفس وحظها لا زاد المعاد، وقال شيخ الطريقة وإِمام الطائفة الجنيد بن محمد قدّس الله روحه: الطرق كلها مسدودة إلا طريق من اقتفى آثار النبى صلى الله عليه وسلم، فإِن الله عَزَّ وجَلَّ يقول: وَعِزَّتِى وَجَلالِى لَوْ أَتُونِى مِنْ كُلِّ طَرِيقٍ، وَاسْتَفْتَحُوا مِنْ كُلِّ بَابٍ، لَمَا فَتَحتُ لَهُمْ حَتَّى يَدخُلُوا خَلْفَكَ | طريق الهجرتين وباب السعادتين |

## فصل: في أن الله هو الغنى المطلق والخلق فقراء محتاجون إليه
أدت أن الفقر (الافتقار) أمر ذاتي للخلق ونقل عن ابن تيمية في ذلك والفقر لى وصفُ ذاتٍ لازم أبداً كما الغنى أبداً وصفٌ له ذاتي وبناء على هذا قسم الفقر إلى نوعين 

## فصل: في تفسير الفقر ودرجاته
- فقر عام اضطرراي أي هو أمر ذاتي لا يتعلق بإرادة الإنسان
- فقر اختياري اختاره الإنسان نتيجة لأمرين

1. معرفة الإنسان لربه
2. معرفة الإنسان لنفسه

ومثل للفقر الاختياري بدعاء كان النبي يدعوه 
 ونبيه المؤلف أن كل كلام في الفقر في كتب السلوك يعود إلى هذا النوع الخاص الاختياري وليس إلى الفقر العام الذي تشترك به كل المخلوقات.
ثم انتقل المؤلف لتفصيل درجات الفقر.

## فصول أنواع الغنى
- الغنى العالي
- تفسير غنى النفس
- ما يغني القلب ويسد الفاقة
- الدرجة الثانية من درجات الغنى بالله
- الدرجة الثالثة من درجات الغنى بالله
- كلمات أهل الطريق في الفقر والغنى: ونقل اقتباسات عن ( يحيى بن معاذ) و (محمد بن عبد الله الفرغانى) و(رويم) و(إبراهيم بن أَدهم) و (ابن الجلاءِ) و ( أَبو سهل الخشاب) و (منصور المغربى) و (ذو النون) كما نقل عن آخرين دون ذكر أسمائهم مستخدما عبارة (قال بعضهم) أو ما يشبهها.

## فصل: في أن حقيقة الفقر توجه العبد بجميع أحواله إلى الله
ذكر وصفا متنوعا للفقير إلى الله ومنها: أنه عامل على مراد الله منه لا على موافقة هواه وهو تحصيل مراده من الله، فالفقير خالص بكليته لله عز وجل، ليس لنفسه ولا لهواه في أَحواله حظ ولا نصيب

## فصل: في بيان أصلين عظيمين مبنى عليهما ما تقدم
- الأصل الأول: نفس الإِيمان بالله وعبادته ومحبته وإخلاص العمل له وإفراده بالتوكل عليه هو غذاءُ الإِنسان وقوته وصلاحه وقوامه
- الأصل الثاني: كمال النعيم في الدار الآخرة أَيضاً به سبحانه وتعالى

## فصل: في بيان منفعة الحق، ومنفعة الخلق، وما بينهما من التباين
المخلوق عندما ينفع غيره فهو يرتجي مقابل ذلك عاجلا أو آجلا، بخلاف المنفعة من الخالق فليس له مطلب من المخلوق، وخلص المؤلف إلى التأكيد بأن الناس لا تضر ولا تنفع حقيقة مذكرا بالحديث القدسي 
| طريق الهجرتين وباب السعادتين | وَاعْلَمْ أَنَّ الْخَليقَةَ لَوْ اجْتَمَعُوا عَلَى أَنْ يَنْفَعُوكَ لَمْ يَنْفَعُوكَ إِلا بِشَيءٍ كَتَبَهُ اللهُ لَكَ وَلَوْ اجْتَمَعُوا عَلَى أَنْ يضروك لم يضروكَ إِلا بِشَيءٍ كَتَبَهُ اللهُ عَلَيْكَ | طريق الهجرتين وباب السعادتين |

ثم خصص المؤلف فصلًا بعنوان المنفعة المضرة من الله وحده، وتبعه بفصل للجمع بين روايات نفخ الروح في الجنين وفصل للرد على القدرية ومذاهبهم وهذا الفصل يصلح وصفه بأنه من بحوث مقارنة الأديان ويختلف عن السمت العام للكتاب.

## فصل: في بيان أن المنفعة والمضرة لا تكون إلا من الله وحده
وفيه أكد المؤلف على أن الإنسان لا يعلم على وجه الحقيقة مصلحته وأن غيره من البشر أقل علما بمصلحته وأقل حرصًا عليها بخلاف الله الذي له تمام العلم والقدرة ويريد المنفعة للإنسان بلا مقابل يصل إليه 
| طريق الهجرتين وباب السعادتين | إِذا كنت غير عالم بمصلحتك ولا قادر عليها ولا مريد لها كما ينبغى فغيرك أَولى أَن لا يكون عالماً بمصلحتك ولا قادراً عليها ولا مريداً لها، والله سبحانه هو يعلم ولا تعلم ويقدر ولا تقدر، ويعطيك من فضله لا لمعوضة ولا لمنفعة يرجوها منك، ولا لتكثر بك ولا لتعززَّ بك ولا يخاف الفقر ولا تنقص خزائنه على سعة الإِنفاق، ولا يحبس فضله عنك لحاجة منه إِليك واستغناه بحيث إِذا أَخرجه أَثر ذلك في غناه، وهو يحب الجود والبذل والعطاءَ والإِحسان أَعظم مما تحب أَنت الأَخذ والانتفاع بما سأَلته، فإِذا حبسه عنك فاعلم أَن هناك أمرين لا ثالث لهما: أَحدهما أن تكون أنت الواقف في طريق مصالحك وأنت المعوِّق لوصول فضله إِليك وأَنت حجر في طريق نفسك، وهذا هو الأَغلب على الخليقة، فإِن الله سبحانه فيما قضى قضى به أَن ما عنده لا ينال إِلا بطاعته، وأَنه ما استجلبت نعم الله بغير طاعته، ولا استديمت بغير شكره، ولا عوقت وامتنعت بغير معصيته، وكذلك إِذا أَنعم عليك ثم سلبك النعمة فإِنه لم يسلبها لبخل منه ولا استئثار بها عليك وإِنما أَنت المسبب في سلبها عنك، فإِن الله لا يغير ما بقوم حتى يغيروا ما بأَنفسهم: {ذَلِكَ بِأَنّ اللهَ لَمْ يَكُ مُغَيّراً نّعْمَةً أَنْعَمَهَا عَلَىَ قَوْمٍ حَتّىَ يُغَيّرُواْ مَا بِأَنْفُسِهِمْ وَأَنّ اللهَ سَمِيعٌ عَلِيمٌ} [الأنفال: 53] | طريق الهجرتين وباب السعادتين |

ثم استطرد ابن القيم وانتقل للحديث عن القدر وأن أهل الجنة وأهل النار قد خلقوا لها. وهذا يعم الكتاب الكلة أي الخروج من التوجيه السلوكي إلى بيان العقيدة والدفاع عنها والإسهاب في ذلك.

## فصل: في تفصيل ما أجمل فيما مر وتوضيحه
وخصص المؤلف هذا الفصل لبيان الحكمة فيما خلقه الله وأمر به، وأن الخير بيد الله ولا يضاف له الشر إلا من جهة إضافته إلى العبد. «ذاته تعالى منزهة عن كل شر، وصفاته كذلك إذ كلها صفات كمال ونعوت جلال لا نقص فيها بوجه من الوجوه، وأسماؤه كلها حسنى ليس فيها اسم ذم ولا عيب، وأفعاله كلها حكمة ورحمة ومصلحة وإحسان وعدل لا تخرج عن ذلك البتة، وهو المحمود على ذلك كله فيستحيل إضافة الشر إليه، وتحقيق ذلك أن الشر ليس هو إلا الذنوب وعقوباتها كما في خطبته صلى الله عليه وسلم: "الحمد لله نستعينه ونستغفره ونعوذ بالله من شرور أنفسنا ومن سيئات أعمالنا"، فتضمن ذلك الاستعاذة من شرور النفوس ومن سيئات الأعمال وهى عقوباتها» وبين ذلك بأكثر من وجه ومنها «وإذا عرف هذا وأنه ليس في الوجود شر إلا الذنوب وموجباتها، وكونها ذنوباً تأتى من نفس العبد، فإن سبب الذنب الظلم والجهل وهما من نفس العبد، كما أن سبب الخير الحمد والعلم والحكمة والغنى وهى أمور ذاتية للرب وذات الرب مستلزمة للحكمة والخير والجود، وذات العبد مستلزمة للجهل والظلم، وما فيه من العلم والعدل فإنما حصل له بفضل الله عليه وهو أمر خارج عن نفسه، فمن أراد الله به خيراً أعطاه هذا الفضل فصدر منه بوحيه من الإحسان والبر والطاعة، ومن أراد به شراً أمسكه عنه وخلاه ودواعى نفسه وطبعه وموجبها فصدر منه موجب الجهل والظلم من كل شر وقبيح، وليس منعه لذلك ظلماً منه ، فإنه فضله، وليس من منع فضله ظالماً، لا سيما إذا منعه عن محل لا يستحقه ولا يليق به»

## فصل: في إثبات الحمد كله لله عز وجل
ويقرر ابن القيم في هذا الفصل أن الحمد يجمع الأصلين الذين وردا مسبقًا 
| طريق الهجرتين وباب السعادتين | فإِنه المحمود على ما خلقه وأَمر به ونهى عنه، فهو المحمود على طاعات العباد ومعاصيهم وإِيمانهم وكفرهم، وهو المحمود على خلق الأَبرار والفجار والملائكة والشياطين وعلى خلق الرسل وأَعدائهم، وهو المحمود على عدله في أَعدائه كما هو المحمود على فضله وإِنعامه على أَوليائه، فكل ذرة من ذرات الكون شاهدة بحمده، ولهذا سبح بحمده السموات السبع والأَرض ومن فيهن: {وَإِن مِن شَيءٍ إِلا يُسَبِّحُ بِحَمْدِهِ} [الإسراء: 44] ، وكان في قول النبى صلى الله عليه وسلم عند الاعتدال من الركوع: "رَبَّنَا وَلَكَ الْحَمْد، مِلْءَ السَّمَاءِ وَمِلْءَ الأَرْضِ، وَمِلءَ مَا بَيْنَهُمَا وَمِلءَ مَا شِئْتَ مِنْ شَيء بَعْد"، فله سبحانه الحمد حمداً يملأْ المخلوقات والفضاء الذى بين السماوات والأرض، ويملأُ ما يقدر بعد ذلك مما يشاءُ أَن يملأَ بحمده | طريق الهجرتين وباب السعادتين |

 وقرر هذا المعنى بأكثر من وجه «الرب أسماؤه كلها حسنى ليس فيها اسم سوء، وأوصافه كلها كمال ليس فيهاصفة نقص وأفعاله كلها حكمة ليس فيها فعل خال عن الحكمة والمصلحة»

## فصل: في بيان أن حمده تعالى شامل لكل ما يحدثه
ويوضح المؤلف أن الله يحمد على النعمة وعلى البلاء، بخلاف ما يعتقده البعض بأن الحمد مطابق لشكر النعمة، أما الوجه الآخر للحمد فضرب له أمثلة «
والامتحان والبلية إذا اقترنا بالصبر كانا نعمه، والطاعة من أَجلّ نعمه، وأَما المعصية فإِذا اقترنت بواجبها من التوبة والاستغفار والإِنابة والذل والخضوع فقد ترتب عليها من الآثار المحمودة والغايات المطلوبة ما هو نعمة أيضاً وإِن كان سببها مسخوطاً مبغوضاً للرب تعالى، ولكنه يحب ما يترتب عليها من التوبة والاستغفار، وهو سبحانه أَفرح بتوبة عبده من الرجل إِذا أضل راحلته بأَرض دوِّية مهلكة عليها طعامه» ومما ذكره أن وجود الشر والأضداد بشكل عام ضروري لاستخلاص العبودية الحقة والمحبة الصادقة لله.

## فصل: في أن الله خلق دارين وخص كل دار بأهل
وخص هذا الفصل بالحكمة من خلق الجنة والنار، وأن مشتهيات الدنيا محفز للشوق إلى الجنة، كما أن منغصاتها تذكرة تنذر النار وتخوف منها. وأن الجنة هي دار الخير المحض في حين أن الدنيا مختلطة يبتلي بها أهل الخير وأهل الشر بعضهم ببعض قبل أن يتفاصلوا في الدار الآخرة.

## فصل: في بيان ما للناس في دخول الشر في القضاء الإلهي من الطرق والأصول التي تفرعت عنها هذه الطرق
وهذا الفصل فلسفي عقدي، يفصل فيه أمور الاعتقاد ومذاهب المتكلمين والفلاسفة في مسألة دخول الشر في ما أصله خير. وجعلهم فريقان هما
1. أهل الإسلام وأتباع الرسل يردون ذلك إلى اختيار إلهي
2. الفلاسفة المشائين القائلين بأنه «إيجاب ذاتي» أي كخروج الضوء من الشمس واعتبر أن ابن سينا قد لطف مذهبهم ليجعله موافقًا للإسلام

واختلفت طرقهم في كيفية دخول الشر في القضاء الإِلهى وتنوعت إلى أَربعة طرق:
- الطريق الأول: نفاة التعليل ورئيسهم الجهم بن صفوان
- الطريق الثاني: على نقيض أصحاب الفريق الأول قالوا بأن كل شيء له حكمة وغاية، لكنهم وقعوا في مسألة اشتقاق الحكمة من الخبرة البشرية وجعلوها حاكمة على الأفعال الإلهية وسماهم مشبهة الأفعال كما أن في الناس من يشبه الإله بخلقه مشبهة الصفات فهؤلاء وقعوا في تشبيه أفعال البشر بأفعال الإله. «وجعلوا العدل في حقه تعالى من جنس العدل في حق عباده، والظلم الذى تنزه عنه كالظلم الذى يتنزهون عنه، وجعلوا ما يحسن منه من جنس ما يحسن منهم وما يقبح منه من جنس ما يقبح منهم.» وقال عن هؤلاء عدلهم تشبيه وتوحيدهم تعطيل؛ والقصد أن من وحّد الله بنفي إرادة وقوع الشرور عنه فقد عطل الإله من العلم والقدرة أي انتقص منهما. «وهؤلاء قسموا الشر الواقع في العالم إلى قسمين: أحدهما: "شرور هى أفعال العباد" وما تولد منها، فهذه لا تدخل عندهم في القضاءِ الإلهى تنزيهاً للرب عن نسبتها إليه، ولا تدخل عندهم تحت قدرته ولا مشيئته ولا تكوينه ، والثانى: "الشرور التى لا تتعلق بأفعال العباد" كالسموم والأمراض وأنواع الآلام، وكإبليس وجنوده وغير ذلك من شرور المخلوقات كإيلام الأطفال وذبح الحيوان، فهذا النوع هو الذى كدَّر على القدرية أُصولهم وشوش عليهم قواعدهم وقالوا: ذلك كله حسن لما فيه من اللطف والمصلحة .. وأطالوا الكلام في الآلام وأسبابها، وما يحسن منها وما يقبح، وعلى أى وجه يقع؟ وحصروا أنفسهم غاية الحصر، فاستطالت عليهم الجبرية بالأسئلة والمضايقات وألجأوهم إلى مضايق تضايق عنها أن تولجها الإبر وأضحكوا العقلاء منهم بإبداءِ تناقضهم، وألزموهم إلزامات لا بد من التزامها أو ترك المذهب» ونقل حوارا بين الأشعري والجبائي وخلص بعد ذلك أن غلاة المذهب (مذهب التحسين والتقبيح العقليين، أو وجوب مراعاة الصالح والأصلح) وصل بهم الأمر إلى إنكار علم الله القديم مما أدى لتكفيرهم. ونقل قولًا يوجه إلى هذا في مناظرتهم

| طريق الهجرتين وباب السعادتين | ناظروا القدرية بالعلم، فإن جحدوه كفروا، وإن أقروا به خُصموا | طريق الهجرتين وباب السعادتين |

## فصل: في كيفية دخول الشر في القضاء الإلهى
وأثنى على معالجة هذا الموضوع في كتاب بيان موافقة العقل الصريح للنقل الصحيح لابن تيمية، ثم توسع في التفاصيل وذكر مذهب التناسخية والمجوس وبعض الزنادقة، ثم فصل في ماهية الشر وأنواعه طارحًا لنسخته من نظرية العدالة الإلهية واستفاض المؤلف في الحديث عن الخير الذي يساق للإنسان من وقوعه في الذنب من عشرات الأوجه ومنها تطهيره من إدعاء مبالغ فيه بصلاحه وسموه.

## فصل: في تقسيم الناس من حيث القوة العلمية والعملية
ويذكر المؤلف في هذا الفصل ما تعارف الناس عليه من ثنائية يتوزع المتدينون عليها وهي العالم والزاهد أو الأحبار والرهبان بمصطلحات الأقدمين
| طريق الهجرتين وباب السعادتين | فمن الناس من يكون له القوة العلمية الكاشفة عن الطريق ومنازلها وأعلامها وعوارضها ومعاثرها، وتكون هذه القوة أَغلب القوتين عليه، ويكون ضعيفاً في القوة العملية يبصر الحقائق ولا يعمل بموجبها، ويرى المتالف والمخاوف والمعاطب ولا يتوقاها، فهو فقيه ما لم يحضر العمل فإذا حضر العمل شارك الجهال في التخلف وفارقهم في العلم وهذا هو الغالب على أَكثر النفوس المشتغلة بالعلم، والمعصوم من عصمة الله ولا قوة إلا بالله، ومن الناس من تكون له القوة العملية الإرادية وتكون أغلب القوتين عليه وتقتضى هذه القوة السير والسلوك والزهد في الدنيا والرغبة في الآخرة والجد والتشمير في العمل، ويكون أعمى البصر عند ورود الشبهات في العقائد والانحرافات في الأَعمال والأقوال والمقامات كما كان الأول ضعيف العقل عند ورود الشهوات، فداءُ هذا من جهله وداءُ الأَول من فساد إرادته وضعف عقله، وهذا حال أَكثر أرباب الفقر والتصوف السالكين على غير طريق العلم، بل على طريق الذوق | طريق الهجرتين وباب السعادتين |

## فصل: في مراتب المكلفين في الدار الآخرة وطبقاتهم فيها
وقسمهم المؤلف على الطبقات التالية
- الطبقة العليا المصطفون كالرسل أصحاب المكانة العالية مثل نوح وإبراهيم
- الطبقة الثانية الرسل الأقل تفضيلًا
- الطبقة الثالثة الأنبياء الذين تلقوا الوحي ولم يحملوا رسالة
- الطبقة الرابعة ورثة الرسل من الصديقين الربانيين
- الطبقة الخامسة أئمة العدل (المقسطون)
- الطبقة السادسة المجاهدون في سبيل الله، ونبه المؤلف أن النية الصادقة تعدل الفعل وجاء بالحديث النبوي| طريق الهجرتين وباب السعادتين | "إنما الدنيا لأربعة نفر: عبد رزقه الله مالاً وعلماً، فهو يتقى في ماله ربه ويصل به رحمه، ويعلم لله فيه حقاً، فهذا بأحسن المنازل، وعبد رزقه الله علماً ولم يرزقه مالاً، فهو يقول: لو أن لى مالاً لعملت فيه بعمل فلان، فهو بنيته، وهما في الأجر سواءٌ، وعبد رزقه الله مالاً ولم يرزقه علماً، فهو لا يتقى في ماله ربه، ولا يصل به رحمه، ولا يعلم لله فيه حقاً، فهذا بأسوإِ المنازل عند الله، وعبد لم يرزقه الله مالاً ولا علماً فهو يقول: لو أن لى مالاً لعملت بعمل فلان، فهو بنيته، وهما في الوزر سواءٌ | طريق الهجرتين وباب السعادتين |
- الطبقة السابعة أهل الإيثار والصدقة والإحسان، ونبه المؤلف على أن أهم مرض قد يلحق المتصدق هو الرياء والمن بصدقته.
- الطبقة الثامنة من فتح الله له بابًا لعمل خير يقتصر على نفسه كالصلاة والحج والصوم
- الطبقة التاسعة من يكتفي بأداء الفرائض وترك المحرمات
- الطبقة العاشرة الذين وقعوا في الذنوب ثم تابوا منها
- الطبقة الحادية عشر الذين خلطوا عملًا صالحًا وآخر سيئًا
- الطبقة الثانية عشر من تساوت حسانتهم وسيئاتهم وهم أهل الأعراف
- الطبقة الثالثة عشر وهي من رجحت سيئاتهم من أهل الإيمان وقد اختلفت الفرق فيهم كثيرًا وهم من سماهم المعتزلة (منزلة بين منزلتين) ومن المسلمين من كفرهم أو أوجب لهم النار وإن لم يسمهم كفارًا وهم من ورد فيهم الحديث «القسم الذين جاءَت فيهم الأحاديث الصحيحة الثابتة عن رسول الله صلى الله عليه وسلم، فإنهم يدخلون النار فيكونون فيها على مقدار أعمالهم: فمنهم من تأْخذه النار إلى كعبيه، ومنهم من تأخذه النار إلى أنصاف ساقيه، ومنهم من تأخذه النار إلى ركبتيه ويلبثون فيها على قدر أعمالهم، ثم يخرجون منها، فينبتون على أنهار الجنة: فيفيض عليهم أهل الجنة من الماءِ حتى تنبت أجسادهم، ثم يدخلون الجنة. وهم الطبقة الذين يخرجون من النار بشفاعة الشافعين، وهم الذين يأْمر الله سيد الشفعاءِ مراراً أن يخرجهم من النار بما معهم من الإيمان.»
- الطبقة الرابعة عشر قوم لا طاعة لهم ولا معصية ولا إيمان ولا كفر، وهم من لم تبلغه الدعوة ومن مات صغيرًا والمجنون والأصم، واختلف المسلمون في شأنهم كثيرًا
- الطبقة الخامسة عشر طبقة المنافقون الزنادقة ممن أظهروا الإيمان وأبطنوا الكفر
- الطبقة السادسة عشر رؤساء الكفر ياعف لهم العذاب مرة لكفرهم ومرة لصدهم الناس عن الإيمان
- الطبقة السابعة عشر المقلدين والمتبعين في الكفر، واستطرد المؤلف إلى أن العذاب يقع وفق أربعة أصول، الأول أن الله لا يعذب إلا من قامت عليه الحجة، والثاني يستحق بسبب الإعراض عن الحجة أو العناد بعد قيامها عليه، والثالث أن قيام الحجة يختلف وفق الأزمنة والأمكنة والأشخاص، الرابع أن أفعال الله تابعة لحكمته
- الطبقة الثامنة عشر طبقة الكفار من الجن

## مخطوطات الكتاب
ذكر محقق طبعة مجمع الفقه الإسلامي أنه اعتمد على المخطوطات التالية:
- الظاهرية 1457 تصوف 139
- الفاتح 2737
- برلين 8795
- برنستون 2533
- أوقاف الكويت خ 52
- برلين 795
- المكتبة السعودية بالرياض=مكتبة الملك فهد الوطنية 45 / 86
- المكتبة السعودية بالرياض=مكتبة الملك فهد الوطنية 43 / 86
- المعهد العلمي بحائل=مركز الملك فيصل بالرياض 2850 - 1 - ف
- المكتبة السعودية بالرياض=مكتبة الملك فهد الوطنية 350 / 86
- جامعة بولونيا بإيطاليا 236 ذكرها بروكلمان في الذيل 2 / 127*
- ليدن 3002 شرقيات كما في فهرس المخطوطات العربية في مكتبة جامعة ليدن 336
- جامعة الإمام 891 / خ
- مكتبة الشيخ علي بن يعقوب في حائل.